# گورنا کرپوست
گورنا کرپوست (به بلغاری: Gorna krepost) یک منطقهٔ مسکونی در بلغارستان است که در شهرستان کاردژالی واقع شده‌است.